# Platja de Compostela

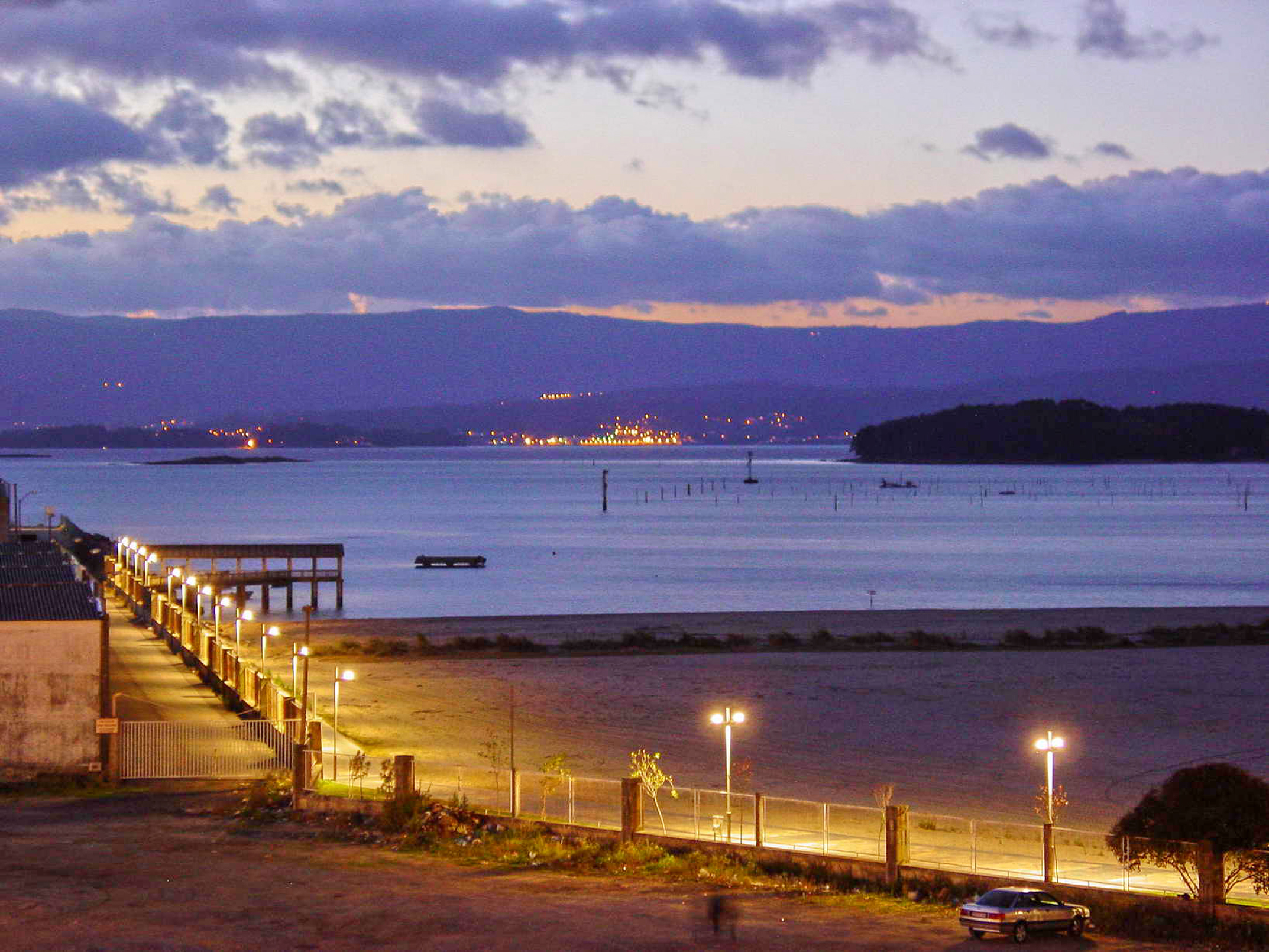
Platja de Compostela

La platja de Compostela, també anomenada praia da Cuncha, és una platja de la ria d'Arousa situada al municipi de Vilagarcía de Arousa, entre el nucli urbà i el llogaret d'O Carril. Durant un temps va tenir bandera vermella a causa de la contaminació del port.
Té una longitud de més de 2 km, amb un passeig marítim a la seva vora. Està urbanitzada, amb edificis de fins a 10 pisos a peu de platja, a l'avinguda de Rosalía de Castro.